# 瑪格麗特·威爾
瑪格麗特·威爾（英語：Margaret Wille）是美國政治人物和律師，2012年至2016年間擔任代表第九選區的夏威夷郡議會議員。此外曾擔任過夏威夷郡民主黨主席。

## 生平
就讀佛蒙特州本寧頓學院文化人類學專業。後移居夏威夷島。
2012年當選代表第九選區的夏威夷郡議會議員。
作為夏威夷郡議會農業委員會主席，威爾反對在夏威夷島上種植基因改造作物，認為「這無異於放任他們（跨國公司）吞併我們的島嶼」。2013年，威爾起草和提出第113號法案，目的是「禁止對基因改造農作物進行露天種植、繁殖、發展或測試」。該法案在11月獲郡議會通過，12月5日獲郡長比利·克諾伊簽署。
2017年，威爾當選夏威夷郡民主黨主席。
她是伯尼·桑德斯的支持者。